# Joseph Jacob van Geldern
Joseph Jacob van Geldern (genannt Juspa) (* 1653 in Düsseldorf; † 2. Tammus 1727 in Mannheim) war Bankier, Hoffaktor und herzoglich jülich-bergischer „Hof-Kammer-Agent“  des Kurfürsten Johann Wilhelm (genannt Jan Wellem). Juspa war der Sohn von Jacob van Geldern. Die Familie van Geldern stammte aus den Niederlanden. Juspas Sohn Lazarus war Heinrich Heines Urgroßvater. Juspas Enkel war der Mediziner und Vorsteher der jülich-bergischen Judenschaft Gottschalk van Geldern.
Juspa van Geldern beteiligte sich 1705 maßgeblich an der Kölner Zettelbank Banco di gyro d’affrancatione. Von dem bedeutendsten Kunden seines Geldinstituts, dem Kurfürsten Johann Wilhelm von der Pfalz, erhielt er die Erlaubnis, auf der Neusser Straße in Düsseldorf-Unterbilk ein Gebäude zu errichten. Das Gebäude wurde 1709–1712 nach Entwürfen des Hofarchitekten Jacob Dubois im Stil des Barock als mehrflügeliges Wohnhaus mit Synagoge und Schule erbaut.  1772 wurde dieses Gebäude an das heute der Caritas gehörende Hubertus-Stift verkauft, da das damalige Hubertus-Hospital aus der damaligen Innenstadt nach hier verlegt worden war.
Van Gelderns Enkel war der Mediziner und Vorsteher der jülich-bergischen Judenschaft Gottschalk van Geldern.